# Choritaenia capensis
Choritaenia capensis är en flockblommig växtart som beskrevs av Burtt Davy. Choritaenia capensis ingår i släktet Choritaenia och familjen flockblommiga växter. Inga underarter finns listade i Catalogue of Life.